# Maffia
För andra betydelser, se Mafia.
Maffia är ett samlingsnamn för en organisation eller globalt nätverk av kriminella organisationer, som ägnar sig åt kriminell verksamhet och ekonomisk brottslighet, ofta blandad med lagliga affärsområden. Mutor, hot och infiltration av samhällsapparaten och särskilt rättsväsendet är åtgärder som syftar till att maffian ska få arbeta så ostört som möjligt. I fall när stater är indragna i maffian talas ibland om maffiastater eller om statsorganiserad brottslighet.
Begreppet mafia är mycket gammalt och har blivit känt från södra Italien, bland annat associerat till den ökända Cosa Nostra på Sicilien, samt till dess historia och utbredning i USA. Senare har det dock blivit ett begrepp använt för likartade företeelser i hela världen.
Den kalabriska maffian, särskilt omnämnda 'Ndrangheta, exkommunicerades av påve Franciskus i juni 2014.

## Organisation
Maffians klassiska struktur påminner om relationen mellan clientela och patronus i antikens Rom. Patronus betyder ”storfader” eller ”gudfader” och institutionen påminner om en klanhövding och hans hov, bestående inte bara av familjen och släktingarna, utan även av alla dem som frivilligt anslutit sig till ”familjen” för att tjäna pengar. De som gått med i maffian och åtnjuter maffians och maffiabossens beskydd har i gengäld förbundit sig att visa honom ovillkorlig lojalitet och lämna dessa oförbehållsamt stöd. Denna lojalitet inbegriper att aldrig tjalla och att vara beredd att ta ett fängelsestraff för att skydda maffians hierarki.
Maffians hierarki består av ledarna i toppen – affärsmän som ofta utåt sett visar upp en ren och legal fasad – och underhuggarna längst ner i hierarkins rangsystem: torpeder, mördare, inkasserare, livvakter, langare, bilkapare och småhandlare som ofta är den enda synliga delen av maffian utåt. Däremellan finns distrikts- eller filialbossar, advokater, revisorer, hälare, penningtvättare, vadhållare, smugglare, småföretagare (särskilt inom transportväsendet), fackföreningsledare, förmän och chefer speciellt i hamnar och på flygplatser. Där finns också de många myndighetspersoner som står på maffians lönelista: poliser, åklagare, tulltjänstemän, miljö- och hälsoskyddsinspektörer, skattemyndigheter, etc, delvis beroende på vilket land maffian är verksam i.
En maffia eftersträvar starkt inflytande över politik, myndigheter och den finansiella kapital- och penningmarknaden. Detta är i sig inte sådant som definieras som organiserad brottslighet utan kan lika gärna klassificeras som lobbying, men maffian gör det för att underlätta sin ekonomiska brottslighet och övriga kriminella verksamhet.

## Etymologi
Det finns flera olika teorier om varifrån ordet mafia ursprungligen kommer. De vanligaste antagandena är:
- ma’afir som var namnet på den arabiska stam som härskade över Siciliens huvudstad Palermo på 900-talet.
- mahias som för 900-talets arabiska ockupanter betydde ”skryt”
- arabiskans mu’afa som betyder ungefär ”beskyddad”.
- mafie som är ett sicilianskt ord för de grottor i Trapani som brottslingar ofta gömde sig i.
- grekiskans morphe (skönhet) under den grekiska ockupationen av Sicilien
- från den toskanska dialekten där ordet mafia alltid haft en negativ betydelse[3]
- MAFIA som skulle vara en förkortning för Morte Alla Francia, Italia Anela (Död åt Frankrike, Italien längtar) eller Morte Alla Francia, Italia Avanti (Död åt Frankrike, Italien framåt)

## Förekomst
Maffiaorganisationer förekommer i många länder. Här omnämns de mest mäktiga och inflytelserika i världen som exempel:
- Serbiska maffian
- Bosniska maffian
- Maffian i Italien - (Cosa nostra, Camorra, 'Ndrangheta, Sacra corona unita, Stidda)
- Vietnamesiska maffian
- Kinesiska maffian - (Triaderna)
- Colombianska maffian (Medellinkartellen, Calikartellen, Norte del Valle-kartellen)
- Japanska maffian - (Yakuza)
- Mexikanska maffian (Juarezkartellen, Sinaloakartellen)
- Ryska maffian - (Organizatsija) Solntsevskaya bratva, Tambovskaya Banda, Orekhovskaya Banda
- Albanska maffian
- Tjetjenska maffian (Obshina, Kadyrovtzy)
- Ungerska maffian

### Ryssland
Ryssland brukar framhållas som ett tydligt exempel på organiserad brottslighet som går hand i hand med politiska beslut, myndighetsutövning och bankväsende. Idealet ur maffians synvinkel är att det varken går att urskilja vad som är vad eller vem som gör vad. De högsta ledarna, som i Ryssland ofta är oligarker (en klick män som blivit omåttligt rika genom att roffa åt sig råvarukällor och företag i samband med att det statliga ägandet upphörde vid kommunismens sammanbrott 1989–1991) som eftersträvar anonymitet på gränsen till osynlighet.

### Cosa nostra
Cosa nostra (italienska för "Vår sak") är en benämning på den sicilianska maffian.
Den sicilianska maffian kan man inte spåra tillbaka till en viss exakt tid för dess grundande. Maffian fanns redan i början på 1800-talet och uppstod eventuellt från förmän på stora citronodlingar som drev och utpressade sina godsherrar på pengar. Sicilien har en lång och bred historia av ockupationsstyre, vilket lett till att det sicilianska folket alltid haft en skepsis till den styrande makten. Detta har gynnat den sicilianska maffian, och har gjort att den har kunnat få växa ganska ostört under många år. Man behöver inte tillhöra maffian för att veta att på Sicilien, så är det lika med dödssynd, att bryta omertàn (tystnad - aldrig tjalla för myndigheter).

#### Nuläget på Sicilien
En av de viktigaste inkomstkällorna för maffian är den så kallade "pizzon" som hederliga affärsägare betalar till maffian som "skyddsavgift". Detta är en form av utpressning som det lokala rättsväsendet ständigt jobbar emot.
"Pizzo" krävs inte om din affärsverksamhet befinner sig helt online och därmed saknar fysiska lokaler. Online-företag är därmed en möjlighet för de som vill starta affärsverksamhet på Sicilien utan att maffian kräver en viss procent av ditt företags inkomster. Cirka 70 % av företagen på siciliansk mark uppges tvingas betala pizzo och därmed kan en inte tala om att maffians våldsamma grepp skulle ha upphört. En förändring som dock skedde efter rättegångarna i samband med att domarna Falcone och Borsellino mördades var att maffian lovade den italienska staten att sluta mörda människor och det dödliga våldet upplevs därmed att ha minskat eller eventuellt rentav upphört.
Som turist på Sicilien ses en i gott ljus av maffian eftersom turismen för in pengar till ön som maffian sedan tar en del av via pizzon. Därför anses det inte otryggt att resa på Sicilien och turismen i bland annat Catania ser ett uppsving. Catania har dock problem med bilstölder så det kan vara något att beakta.
I Siciliens största stad Palermo har en del nystartade företag börjat ta avstånd till maffians utpressning genom att på butiksfasaden lägga upp anti-maffia-klistermärken för att signalera att de inte accepterar pizzo-tvångsavgifterna. Maffian respekterar klistermärkena men dessa kan bara användas av nya företag, inte de redan existerande.
På europeisk nivå bedöms organiserad brottslighet enligt en undersökning som ett större hot mot säkerheten än vad terrorism gör.

#### Internationell verksamhet
Idag påstås en del av Cosa Nostras internationella verksamhet vara laglig. 80 % av inkomsten från kokainhandeln (idag har de lämnat mycket av heroinhandeln) återinvesteras i de legala verksamheterna. Cosa Nostra är främst verksam i USA, Kanada (där de också är stora sedan 1950-talet), Sydamerika (främst Colombia, Venezuela och de sista åren Mexiko, då stora kokainrutter nu går genom Mexico City in i USA), Tyskland, Holland, Spanien (där de flesta av bossarna inom Cosa nostra bott arresterats de senaste tio åren på grund av slappare lagar mot just utlämningar och ekonomisk brottslighet), Australien och även en del i Sydafrika. Cosa Nostra är idag ett affärsimperium som till stor del lämnat sin våldsamma verksamhet bakom sig. Toto Riinas skräckvälde på 1980- och 1990-talet är sedan länge över. När Bernado Provenzano tog över efter Riina arresterats 1993, blev Cosa Nostra mer osynlig, en förutsättning för att den skulle kunna fortleva. Provenzano valde bort mycket av våldet och börja styra som de gamla ledarna. Idag räknar man att Cosa Nostra, Ndrangheta och Camorrans kokainhandel, motsvarar fem länders BNP, flera 100 miljarder Euro om året.

#### Ursprung
Ibland anses det att Cosa Nostra har medeltida anor, enligt bland andra Tommaso Buscetta, men mycket tyder på att maffian började framträda kring revolutionerna 1848 och 1860 då oredan var total på Sicilien. Dickie anser att tidiga mafiosi stödde revolutionerna med vapen för att förstöra polisarkiv med mera. Under denna tid var citronodlingar kring Palermo mycket lukrativa och för att skydda sig mot den lokala adeln bildades nätverket som senare skulle bli känt som Cosa Nostra. För att förstärka banden mellan de lokala nätverken och öka sin vinst, samordnades man. Organisationen spreds snabbt över västra Sicilien.

#### Det andra maffiakriget och maxirättegången
Under det tidiga 1980-talet pågick en konflikt inom Cosa Nostra, uppemot 1000 personer dog under kriget. Kriget resulterade i att Corleoneklanen fick mer makt inom organisationen, Salvatore Riina blev ledare för den så kallade kommissionen tills han fängslades i början på 1990-talet.
Kriget ledde också till att den då fängslade maffiabossen Tommaso Buscetta med flera andra maffiosi blev informatörer. Buscetta som under kriget förlorat många av sina allierade inom Cosa Nostra blev den klart viktigaste avhopparen då han var den högste inom organisationen som samarbetat med polisen. Hans samarbete med domaren Giovanni Falcone, ledde till maxirättegången där flera hundra ledande mafiosi fälldes. När domen bekräftades 1992 av den italienska högsta domstolen hämnades Riina. Falcone och hans samarbetspartner och vän Paolo Borsellino dödades inom loppet av två månader i bilbomber sommaren 1992. Riina arresterades i januari 1993, hans roll som ledare för Cosa Nostra övertogs så småningom av Bernardo Provenzano. Provenzano tillfångatogs i sin tur 2006 utanför Corleone.

#### Vadslagningar, mutor och kidnappningar
Costa Nostra har ett flertal gånger försökt kontrollera italiensk travsport, då de varit inblandade i uppgjorda travlopp på flera travbanor i Italien. I maj 2020 slog den italienska polisen till mot maffian och anhöll 91 personer. Enligt polisen var de inblandade travbanorna bland annat de båda på Sicilien, Ippodromo La Favorita och Ippodromo Mediterraneo, samt banorna Ippodromo La Maura, Ippodromo Ghirlandina och Ippodromo Vinovo. Enligt polisen hade det framgått att tränare, kuskar och jockeys blivit mutade inför uppgjorda lopp, samt bevis för att de blivit hotade av maffian. Ippodromo La Favorita i Palermo var länge under utredning och banan stängdes helt 2017, då det fanns bevis för att uppgjorda lopp hade skett, då kuskar hade mutats och även hotats av maffian.
Den italienska maffian har även varit inblandade i kidnappningar av travhästar. De mest kända hästarna som blivit kidnappade är Unicka, Vampire Dany, Daguet Rapide och Equinox Bi.

#### Struktur
Cosa Nostra består av ett hundratal löst sammansatta maffiagrupper, kallade cosche eller familjer. Dessa grupper "ansvarar" för en by, stadsdel eller ett område och har våldsmonopol inom detta område. Under stora delar av Cosa Nostras historia har familjernas maktapparatur varit maktcentran inom Cosa Nostra, sedan 1950 har den så kallade kommissionen bestående av ett antal starka familjeöverhuvuden fått mer makt inom organisationen. Sedan det andra maffiakriget i början av 1980-talet har allt större delar av makten koncentrerats till Corleoneklanen, en grupp med bas i staden Corleone som inspirerat författaren Mario Puzos böcker om den fiktiva familjen Corleone.
1. Capofamiglia - (familjens överhuvud)
2. Consigliere - (rådgivare)
3. Sotto Capo - (underkommendör)
4. Capodecina - (gruppledare)
5. Uomini D'onore - ("män av ära")
6. Rasi Minapa - ("medhjälpare")

### Maffian i USA
Den amerikanska maffian har sina rötter bland annat på Sicilien (Cosa Nostra), i Kampanien (Camorra) och Kalabrien ('Ndrangheta). Italienska immigranter slog sig ner i New York kring sekelskiftet 1900, och det rådde då djungelns lag på New Yorks gator. Rättvisan prioriterade inte nyanlända italienska immigranter och dessa gick då samman för att skydda sig genom att bilda maffiagrupperingar. Dessa grupper satte upp sina egna regler och bedrev småskalig kriminell verksamhet.

#### Historia
Det var först på 1920-talet när spritförbudet infördes i hela USA som maffian fick ett ekonomiskt uppsving. De olika maffiafamiljerna ("borgata") i framförallt New York och Chicago insåg snabbt att stora pengar kunde göras på spritsmuggling vilken också snabbt organiserades. Snart flödade spriten in över gränserna från Kanada, och hela skeppslaster med whiskey skeppades över från Irland. Lönnkrogar som i dagligt tal kallades för speakeasies växte upp som svampar ur jorden i varenda amerikansk stad där spriten enligt maffians försorg försåldes. Att rättsväsendet (polis och domare) stod på maffians lönelista gjorde att verksamheten kunde fortgå utan några problem.
När väl spritförbudet upphävdes av president Franklin D. Roosevelt hade maffian vuxit sig så ekonomiskt stark i USA att den var en maktfaktor att räkna med. FBI-chefen John Edgar Hoover förnekade länge att maffian överhuvudtaget existerade. Bland amerikanska forskare råder fortfarande delade meningar om Hoovers motiv till detta. Vissa tror att maffian utövade utpressning mot Hoover genom att hota med att avslöja hans påstådda homosexualitet. Andra menar att detta påstående är grundlöst och att det helt enkelt handlade om en kombination av bristfälliga underrättelser och arrogans.
Efter förbudstiden befäste maffian sin position främst genom att ta kontroll över ett stort antal av de amerikanska fackföreningarnas lokalavdelningar, särskilt inom bygg- och transportsektorn. Ett system med s.k. ”no work jobs” och ”no show jobs” skapades genom facken för att maffiamedlemmar skulle kunna visa upp en laglig inkomstkälla för skattemyndigheterna, trots att de i realiteten inte arbetade för de företag som formellt var deras arbetsgivare. Även på central nivå nåddes stora framgångar, till exempel då man fick maffiaunderhuggaren Jimmy Hoffa vald till ordförande i USA:s transportfack (Teamsters) och Genovese-capon Anthony ”Tony pro” Provenzano invald i styrelsen.
Familjerna i till exempel New York etablerade genom fackföreningarna ett slags servicemonopol inom vissa branscher före 1960-talets slut. Att då få någonting transporterat till Kennedy Airport utan att en del av avgiften gick till familjen Lucchese var helt enkelt inte möjligt. För att sälja fisk på USA:s största grossistmarknad för fisk, Fulton Fish Market, var man tvungen att köpa tillstånd av familjen Genovese. Textilindustrin i New York kontrollerades av familjen Gambino. Fick de inte sin andel kom det inga tyger till fabrikerna. Dessa illegala intäkter från laglig verksamhet utgjorde den största delen av maffians inkomster under dess storhetstid cirka 1950-80. Calgarofamiljen är en av de största familjerna med grund från Milano.
De gamla ”basnäringarna” från tiden före spritförbudet såsom illegalt spel (”numbers”, ”bookmaking”), ocker (loansharking), utpressning (”protection”, ”street tax”) smuggling, kapningar av varutransporter, häleri (”fencing”) och befrämjande av prostitution försörjde under efterkrigstiden huvudsakligen den lägsta nivån av maffian, d.v.s. nyblivna soldater och s.k. ”connected guys” (ej fullvärdiga medlemmar). Knarkhandel var för dessa en lockande, men formellt förbjuden, inkomstkälla. Eftersom det till och med kunde leda till livstidsstraff bedömdes risken för avhopp mot löfte om strafflindring alltför stor. Den maffiasoldat som avslöjades för att ha deltagit i knarkaffärer kunde därför räkna med att bli dödad. Trots det har flera uppmärksammade fall avslöjats där maffiamedlemmar har deltagit i storskalig smuggling av heroin.
Den amerikanska maffian fick operera tämligen ostört över hela USA till dess existens 1957 uppdagades för allmänheten i USA genom att ett stormöte med tiotals högt uppsatta maffiamedlemmar på en gård i delstaten New York upptäcktes av en lokal polis och detta blev förstasidesstoff i hela landet. När president John F. Kennedy tillträdde 1961 och utsåg sin yngre bror Robert Kennedy till justitieminister förklarade bröderna maffian krig. Kort därefter presenterade FBI den första avhoppade fullvärdiga (s.k. "made guy") maffiamedlemmen någonsin. Han hette Joe Valachi och var s.k. soldat (soldier, button man) i den största av New Yorks fem familjer, familjen Genovese. Valachi har fått talrika efterföljare, ända upp till boss-nivån, och detta är ett huvudskäl till att maffian numera (2004) är oerhört försvagad. Antalet aktiva "made guys" i New York uppskattades i början av 2000-talet vara omkring 750, jämfört med över 3000 i början av 1970-talet. Vissa kritiker har dock menat att i dessa siffror finns en hel del skryt av brottsbekämpande myndigheter inbyggt och att antalet fullvärdiga medlemmar på New Yorks gator i själva verket aldrig har överstigit 1000.
Den amerikanska maffian fick sin nuvarande struktur under 1930-talet. Dess främsta arkitekter var Salvatore Maranzano, katolsk präst till utbildningen, och Lucky Luciano (egentligen Salvatore Lucania). New York-maffian delades av dem upp i fem familjer. Dessa hade då inga namn och var i stort sett okända för polisen. Den familj som senare blev känd som Lucchese kallades till exempel i polisrapporter under 1930- och 1940-talet helt enkelt ”the 107:th street gang” efter den gata där de hade sitt högkvarter, på maffiavis inrymd i en s.k. ”social club” dit endast medlemmar hade tillträde. Den som namngav familjerna var den förste avhopparen Joe Valachi som i rättegångar i början av 1960-talet identifierade familjernas dåvarande bossar och därmed fick familjerna sina namn: New Yorks fem familjeöverhuvuden var 1962 enligt Valachis vittnesmål Gaetano Lucchese, Vito Genovese (Valachis boss), Joseph Bonanno, Carlo Gambino och Joseph Profaci.
Familjen Profaci fick namnet ändrat till Colombo i början av 1970-talet då familjens dåvarande boss, Joseph Colombo lyckades med att bli mediakändis genom att föra en kampanj med syftet att bevisa att maffian var ett oerhört överdrivet problem. En annan kuriositet är att Joseph Bonanno som 1931 blev den första bossen för den familj som ännu bär hans namn och avsattes i slutet av 1960-talet, dog en naturlig död 2002 vid 97 års ålder.
De flesta andra amerikanska städers (totalt 26) familjer namngavs på samma sätt genom Valachis vittnesmål: till exempel De Cavalcante (TV:s ”Sopranos”) i New Jersey, Trafficante i Tampa/Miami, Marcello i New Orleans, Bruno i Philadelphia och så vidare. Ett undantag var Chicago-familjen som slapp benämnas efter sin boss Sam Giancana eftersom den sedan länge hade ett etablerat namn: ”the outfit”. Två av familjerna har filialer i Kanada. I Toronto kontrollerar maffiafamiljen i Buffalo ända sedan förbudstiden den organiserade brottsligheten. På motsvarande sätt har New York-familjen Bonanno sedan 1950-talet haft en filial i Montréal.
De senaste 30 åren har den italienska maffian förlorat en del av sitt inflytande. Ett hårt slag var de så kallade kommissionsrättegångarna i mitten av 1980-talet, då flera av familjernas bossar dömdes till livstid eller 100 år i fängelse. Hela Detroit-familjen utraderades vid en rättegång för några år sedan när dess boss Jack Tocco och ett stort antal andra medlemmar dömdes till långa fängelsestraff. Samma öde verkar nu ha drabbat familjerna i Pittsburgh (Mike Genovese, kusin till Vito) och New Jersey (Vincent Palermo). New York-familjen Lucchese är så försvagad att den på sista tiden börjat trängas undan från sina traditionella områden (”turfs”) i Queens av Albanska och grekiska ligor. Familjen Colombo slets under 1990-talet sönder av ett inbördeskrig som resulterade i 12 döda och en uppdelning av familjen i två fraktioner. Ledaren för den ena fraktionen, Alphonse "Allie Boy" Persico, åtalades 2004 för mord på sin huvudmotståndare William "Wild Bill" Cutolo som försvann spårlöst 1999. Nyligen åtalades Bonanno-bossen Joe Massino och flera av hans underhuggare för det trippelmord 1980 som förekommer i filmen "Donnie Brasco". Den enda av de fem New York-familjerna som fortfarande fungerar normalt är den största, familjen Genovese, som traditionellt har utnyttjat "galjonsfigurer" och därigenom under långa tidsperioder lyckats dölja vem som är familjens verkliga boss.

#### Chicagomaffian
Se Chicago Outfit

#### Detroitmaffian
- The Purple Gang

#### Maffiabossar
- Matteo Messina Denaro
- Mahmoud Al-Zein
- Pablo Escobar
- Frank Costello
- Charles 'Lucky' Luciano
- Benjamin 'Bugsy' Siegel
- Alphonse 'Al' Capone
- Carlo Gambino
- Paul "Big Paul" Castellano
- Carlos Marcello
- George 'Bugs' Moran
- Sam 'Moony' Giancana
- Stefano Bontade
- John Gotti
- Vincent 'Chin' Gigante
- Alberto Anastasia
- Dutch Schultz
- James 'Jimmy the Gent' Burke
- Joseph 'Joe Bananas' Bonanno
- Frank Lucas

#### De fem maffiafamiljerna i New York
- Familjen Gambino
  - Albert Anastasia
  - Carlo Gambino
  - Paul Castellano
  - John Gotti
  - Sammy "The Bull" Gravano
- Familjen Lucchese
- Familjen Genovese
  - Frank Costello
  - Vito Genovese
  - Charles 'Lucky' Luciano
- Familjen Bonanno
  - Joseph 'Joe Bananas' Bonanno
  - Joe Pistone, FBI agent, spelad av Johnny Depp i filmen Donnie Brasco
- Familjen Colombo

## Fiktiva verk om maffian

### Romaner
- Gudfadern - författad av Mario Puzo
- Den sista Gudfadern - av Mario Puzo
- Sicilianaren - av Mario Puzo
- Maffians hämnd - av Sam Giancana & Chuck Giancana
- Gomorra - av Roberto Saviano

### Maffiafilm
- Casino - bygger på Chicagogangstern Frank "Lefty" Rosenthals liv.
- Donnie Brasco
- De omutbara - om hur polisen får fast Al Capone
- Gotti - Om bossens John Gotti uppgång och fall.
- Gudfadern - baserad på en roman av Mario Puzo
- Gudfadern II - uppföljare till den första filmen, dock inte baserad på någon roman.
- Gudfadern III - uppföljare till den andra filmen, dock inte baserad på någon roman.
- Find Me Guilty - En sann historia om världens längsta maffiarättegång.
- I skuggan av Bronx - En historia om en pojke som ser upp till en av Bronx värsta maffiaboss. (Regisserad av Robert De Niro, spelar också en biroll)
- Maffiabröder
- Road to Perdition
- Gomorra
- Sopranos
- Once Upon a Time in America
- Scarface
- Scarface – Chicagos siste gangster
- Sicilianaren - Baserad på Mario Puzos roman.
- The Valachi Papers - (med Charles Bronson), om den första avhopparen från Cosa Nostra
- Vendetta
- The Departed
- American Gangster

### Datorspel
- Mafia: The City of Lost Heaven - tv-spel från 2002
- Gudfadern - baserat på Gudfadern-filmerna
- Scarface: The World Is Yours (Xbox) - Baserat på filmen Scarface
- The Sopranos: Road to Respect - baserat på Sopranosserien
- GTA - spelserie där man gör jobb åt olika kriminella personer till exempel maffian
- Fable II - i spelet finns ett förbund som kallas The Society som fungerar som en maffia.
- Mafia II - datorspel från 2010. Utspelas i den fiktiva storstaden Empire Bay på USA:s östkust, där tre maffiafamiljer (Falcone, Clemente & Vinci) styr den undre världen i staden.
- Empire of sin Maffiaspel skapat av Romero Games och Paradoxe Interactive som släppts 2020